# Стереодекодер

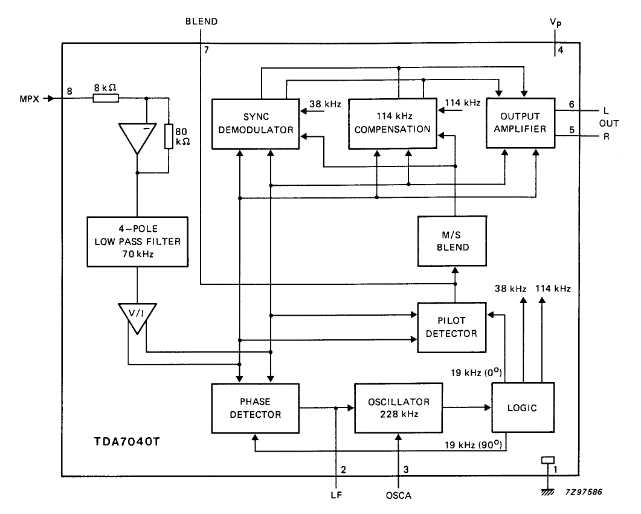
Стереодекодер TDA7040

Стереодеко́дер (от др.-греч. στερεός — твёрдый, объёмный и «декодер») — узел радиоприёмника или телевизора, предназначенный для выделения сигналов левого и правого канала звуковых частот (стерео) из передаваемого комплексного стереосигнала (КСС).

## Принцип передачи стереосигналов
Хотя для передачи стереосигналов проще всего (и логично) использовать два передатчика и осуществлять приём двумя радиоприёмниками, на практике такой способ не используется, поскольку он требует удвоения затрат, сокращает число каналов в эфире и не обеспечивает одинакового качества приёма левого и правого каналов из-за возможного различия условий прохождения сигнала в атмосфере. Кроме того, этот способ не удовлетворяет принципу совместимости: радиослушатель с одним приёмником сможет принимать только один из сигналов и потеряет часть информации.
В связи с этим системы стереофонического вещания изначально создавались для использования одного передатчика, передающего сигнал на одной несущей частоте. Наибольшее распространение получили две системы, одобренные Международным консультативным комитетом по радио (МККР, фр. CCIR; ныне — Сектор радиосвязи МСЭ [МСЭ-R, англ. ITU-R]) и Международной организацией радиовещания и телевидения (МОРТ, фр. OIRT) для использования в диапазоне УКВ в полосе частот радиовещания:
- система с пилот-тоном (разработана в США, регулярное вещание с 1961 года);
- система с полярной модуляцией (автор Л. М. Кононович, разработана в СССР, регулярное вещание с 1963 года).

Система с пилот-тоном изначально использовалась при вещании в диапазоне FM CCIR в Европе, США и Японии. 

Система с полярной модуляцией использовалась при вещании в диапазоне УКВ OIRT в бывших социалистических странах, входивших в OIRT, за исключением ГДР и ЧССР. В настоящее время, хотя вещание в диапазоне УКВ OIRT в России и странах СНГ продолжается, стереовещание по системе с полярной модуляцией практически прекращено, так как приёмники, способные принимать такие стереопрограммы, много лет не производятся. В то же время по системе с пилот-тоном возможно вещание и в диапазоне УКВ OIRT.
В обеих системах используется сложный модулирующий сигнал, называемый комплексным стереосигналом (КСС), низкочастотная часть которого (30—15000 Гц) содержит полусумму сигналов левого и правого каналов. Это позволяет радиослушателю с приёмником без стереодекодера принимать стереофоническую программу как монофоническую. Полуразность сигналов левого и правого каналов, необходимая для декодирования стереосигнала, передаётся на ультразвуковой (надтональной) частоте, не воспринимаемой ухом.
Системы различаются способом передачи разностного сигнала. В системе с пилот-тоном он передаётся путём амплитудной модуляции поднесущей частоты 38 кГц. Передача поднесущей частоты в исходном виде нежелательна. Это связано с тем, что при частотной модуляции максимальная девиация частоты передатчика ограничена стандартами. Поскольку амплитуда колебания поднесущей частоты превышает сумму амплитуд всех остальных составляющих спектра комплексного стереосигнала, на его передачу будет тратиться основная часть девиации. Это потребует уменьшения девиации от низкочастотной части спектра, в результате чего упадёт громкость стереофонической передачи на обычном приёмнике.
Для устранения этого явления в системе с пилот-тоном поднесущая частота полностью подавляется. В связи с этим, в приёмнике этот сигнал должен быть синфазно восстановлен. Для этого передаётся пилот-тон (пилот-сигнал) с частотой 19 кГц, который используется для синхронизации генератора с фазовой автоподстройкой частоты (ФАПЧ), либо подаётся на схему удвоения частоты. Продетектированный разностный сигнал в прямой и обратной полярности и суммарный сигнал подаются на матрицу из резисторов, где происходит разделение левого и правого каналов.
В системе с полярной модуляцией разностный сигнал передаётся на поднесущей частоте 31,25 кГц так, что огибающая положительных полупериодов модулирована сигналом левого канала, а огибающая отрицательных — сигналом правого канала. Полученный сигнал называется полярно-модулированным колебанием (ПМК). Поднесущая частота подавляется не полностью (на 14 дБ), что позволяет восстановить в приёмнике поднесущую с помощью колебательного контура с высокой добротностью. Это технически проще, чем использование генератора в системе с пилот-тоном. Также использование ПМК позволяет создать декодер по упрощённой схеме, так как возможно выделить из ПМК сигналы левого и правого каналов с помощью двух диодов, включенных с разной полярностью. Недостатком этого способа является неполное разделение стереоканалов, поэтому большинство промышленных стереодекодеров использовали схему с суммарно-разностным преобразованием сигналов в резистивной матрице.
Выбранная частота поднесущей в системе с полярной модуляцией равна второй гармонике частоты строчной развёртки телевизионного изображения. Это позволило бы исключить взаимные помехи при введении стереозвука в телевидении. Экспериментальные телепередачи со стереозвуком велись в СССР в 1974 году, однако внедрения стереовещания не последовало.
Для передачи стереофонического звукового сопровождения в телевидении1 используются стандарты A2 и NICAM.